# 7월 16일
7월 16일은 그레고리력으로 197번째(윤년일 경우 198번째) 날에 해당한다.

## 사건
- 1054년 - 실바칸디다의 훔베르트 교황특사와 미카엘 케룰라리오스 콘스탄티노폴리스 총대주교가 서로를 파문해 동서 교회의 분열이 이루어지다.
- 1661년 - 스웨덴이 유럽 최초로 지폐를 사용하다.
- 1790년 - 미국의 수도 워싱턴 D.C.가 설립되다.
- 1863년 - 뉴욕 징병거부 폭동이 진압되다.
- 1945년 - 맨해튼 계획: 미국이 플루토늄을 이용한 원자폭탄 폭파실험에 성공하다.
- 1952년 - 대한민국의 유사역사학자 이유립이 다년간 사람, 자금을 모아 대한제국 황실 복구를 추진하다가 누군가의 신고를 받고 미행중이던 부산중부경찰서 형사에게 체포되었다. 이유립은 국가보안법 위반 혐의로 서울지방법원에 넘겨졌다.
- 1955년 - 독일 카셀에서 최초의 도큐멘타전이 개최되다.
- 1975년 - 대한민국 방위세법이 공포되다.
- 1979년 - 이라크 대통령 아메드 핫산 알바크르가 사임하고 사담 후세인이 집권하다.
- 1999년 - 대한민국의 탈옥수 신창원이 전남 순천시에서 검거되었다.
- 2007년 - 니가타 현 주에쓰 오키 지진이 일어났다.
- 2010년 - 딥워터 호라이즌 기름유출 사고로 인한 기름유출을 3개월만에 차단하다.
- 2012년 - 대한민국 통영 초등학생 살인 사건이 발생하다.
- 2014년 - 제9호 태풍 람마순이 필리핀 북부 루손섬에 상륙해 13명이 사망하였고 2만 7천명의 이재민이 발생하였다.
- 2014년 - 대한민국 광역버스 입석금지가 시행되다.
- 2016년 - 튀르키예에서 쿠데타가 발생하다.
- 2020년 - 평양시, 단양군에서 웅녀묘지를 개관했다.

## 문화
- 622년 - 이슬람력으로 원년 1월 1일이 시작되었다.
- 1969년 - 미국 인류가 처음 달에 착륙한 아폴로 11호를 발사하였다.

## 탄생
- 161년 - 중국 삼국시대 촉한의 초대 황제 유비. (~223년)
- 1715년 - 프랑스의 귀족이자 군인 수비즈 공작 샤를 드 로앙. (~1786년)
- 1773년 - 체코의 작가 요세프 융만. (~1847년)
- 1795년 - 영국의 외교관, 중국학자 존 프랜시스 데이비스. (~1890년)
- 1862년 - 미국의 저널리스트, 여성운동가, 민주지도자 아이다 벨 웰스. (~1931년)
- 1872년 - 노르웨이의 탐험가 로알 아문센. (~1928년)
- 1896년 - 노르웨이의 정치인 트뤼그베 리. (~1968년)
- 1902년 - 조선민주주의인민공화국의 정치인, 혁명가 허정숙. (~1991년)
- 1907년 - 미국의 배우 바버라 스탠윅. (~1990년)
- 1908년 - 조선민주주의인민공화국의 정치인, 독립운동가 허정숙. (~1991년)
- 1911년 - 미국의 배우, 가수 진저 로저스. (~1995년)
- 1916년 - 소련의 군인, 저격수 류드밀라 파블리첸코. (~1974년)
- 1919년 - 대한민국의 제 10대 대통령 최규하. (~2006년)
- 1924년 - 대한민국의 정치인 박찬. (~2007년)
- 1926년
  - 미국의 생물학자 어윈 로즈. (~2015년)
  - 이스라엘의 기업가, 정치인 스테프 베르트하이메르. (~2025년)
- 1929년 - 대한민국의 경찰관 최중락. (~2017년)
- 1930년
  - 미국의 가수 조니 제임스. (~2022년)
  - 과테말라의 정치인 로베르토 카르피오 니코예. (~2022년)
- 1932년
  - 대한민국의 정치인, 군인 신치구. (~2023년)
  - 미국의 배우 빌 바이제. (~2025년)
- 1936년
  - 일본의 정치인 후쿠다 야스오.
  - 미국의 야구 선수 에디 피셔. (~2025년)
- 1939년 - 일본의 전 축구 선수 스즈키 료조.
- 1946년 - 대한민국의 배우 문희.
- 1948년 - 이스라엘의 세계적인 바이올리니스트, 비올리스트 핀커스 주커만.
- 1949년 - 대한민국의 공무원, 정치인 이종화.
- 1951년 - 대한민국의 방송인 박상헌.
- 1957년 - 대한민국의 정치인 이성호.
- 1959년 - 대한민국의 역사학자, 대학 교수, 사회운동가 한홍구.
- 1960년 - 대한민국의 서예가 전상모.
- 1961년 - 대한민국의 배우 서갑숙.
- 1962년 - 대한민국의 배우 안문숙.
- 1963년 - 미국의 배우, 가수, 전직 모델 피비 케이츠.
- 1964년 - 대한민국의 전 기업인 김진.
- 1966년
  - 대한민국의 배드민턴 선수 황혜영.
  - 대한민국의 작곡가 달파란.
- 1967년
  - 미국의 배우 윌 페럴.
  - 미국의 배우 조너선 애덤스.
- 1968년 - 대한민국의 언론인, 정치평론가 박성호. (~2018년)
- 1969년
  - 대한민국의 배우 김준배.
  - 대한민국의 성우 시영준.
- 1970년
  - 태국의 영화감독 아피찻퐁 위라세타쿤.
  - 일본의 전 축구 선수 다이라 사토시.
- 1971년 - 대한민국의 방송인 겸 배우 김정난.
- 1972년 - 일본의 희극인 코지마 카즈야.
- 1973년 - 대한민국의 판소리명창 염경애.
- 1974년
  - 대한민국의 교수 이상윤.
  - 대한민국의 노동운동가 출신 정치인 이용우.
- 1976년 - 일본의 모델, 아이돌 츠카모토 마리코.
- 1979년
  - 미국의 사격 선수 킴 로드.
  - 미국의 정치인 짐 뱅크스.
  - 일본의 전 축구 선수 우스이 고헤이.
- 1980년
  - 대한민국의 가수 겸 배우 장수원.
  - 미국의 포르노 배우, 모델 제시 제인. (~2024년)
- 1981년
  - 대한민국의 아나운서 이성배.
  - 스페인의 축구 선수 비센테 로드리게스.
- 1982년 - 미국의 축구 선수 칼리 로이드.
- 1983년
  - 대한민국의 전 야구 선수 양영동.
  - 대한민국의 음악 프로듀서 소울피쉬.
- 1984년 - 인도, 영국의 배우 카트리나 카이프.
- 1985년
  - 대한민국의 희극인 김진.
  - 대한민국의 배우 차예련.
  - 아제르바이잔의 레슬링 선수 율리야 라트케비치.
  - 일본의 성우 히카사 요코.
  - 미국의 배우 로자 살라사르.
- 1986년
  - 대한민국의 가수 심규선.
  - 대한민국의 작곡가 SWAY.
  - 일본의 가수, 배우 우노 미사코.
- 1987년
  - 대한민국의 바이올리니스트 신지아.
  - 벨기에의 축구 선수 무사 뎀벨레.
- 1988년
  - 대한민국의 아나운서 조항리.
  - 대한민국의 희극인 홍윤화.
  - 스페인의 축구 선수 세르히오 부스케츠 (FC 바르셀로나).
  - 칠레의 레슬링 선수 야스마니 아코스타.
- 1989년
  - 대한민국의 배우 김우빈.
  - 대한민국의 야구 선수 임준섭(KIA 타이거즈).
  - 영국의 축구 선수 가레스 베일.
  - 대한민국의 가수 한기란.
- 1990년
  - 대한민국의 가수 영림 (라꼼마).
  - 대한민국의 국악인 이윤아.
- 1991년 - 대한민국의 가수 하로.
- 1992년
  - 대한민국의 가수 설하윤.
  - 사우디아라비아의 축구 선수 하탄 바헤브리.
  - 대한민국의 야구 선수 송윤준.
  - 일본의 야구 선수 야마다 데쓰토.
  - 대한민국의 전직 스타크래프트 프로게이머 김태영.
- 1993년
  - 대한민국의 배우 이태선.
  - 아르헨티나의 축구 선수 렌소 사라비아.
  - 일본의 성우 마츠다 리사에.
  - 우크라이나의 전 리듬체조 선수 안나 리자트디노바.
  - 일본의 축구 선수 다카하시 료.
- 1994년
  - 대한민국의 농구 선수 김진유.
  - 일본의 성우 아카네야 히미카.
  - 일본의 배우 시미즈 쿠루미.
- 1995년 - 대한민국의 가수 세진.
- 1997년 - 대한민국의 가수 루오.
- 1998년
  - 대한민국의 야구 선수 김수윤.
  - 필리핀의 권투 선수 카를로 팔람.
  - 일본의 가수, 배우, 모델 마쓰노 리나. (~2017년)
- 1999년 - 대한민국의 야구 선수 백미카엘.
- 2001년 - 대한민국의 가수 디아.
- 2002년 - 대한민국의 배우 한지원.
- 2004년 - 브라질의 축구 선수 에메르송.
- 2005년 - 일본의 아이돌 세토구치 미츠키.
- 2007년 - 대한민국의 배우 이나윤.

## 사망
- 1216년 - 제176대의 교황 교황 인노첸시오 3세. (1161년~)
- 1324년 - 제91대 일본의 천황 고우다 천황. (1267년~)
- 1882년 - 미합중국의 제16대 대통령 에이브러험 링컨의 아내 메리 토드 링컨. (1818년~)
- 1896년 - 프랑스의 비평가 에드몽 드 공쿠르. (1822년~)
- 1960년 - 제2차 세계 대전 중 활약한 독일의 군인 알베르트 케셀링. (1885년~)
- 1961년 - 대한민국의 기업인, 정치인 신용욱. (1901년~)
- 1985년 - 독일의 소설가 하인리히 뵐. (1917년~)
- 1989년 - 오스트리아의 지휘자 헤르베르트 폰 카라얀. (1908년~)
- 1990년 - 스페인의 축구 선수, 축구 감독 미겔 무뇨스. (1922년~)
- 1995년 - 영국의 문인 스티븐 스펜더. (1909년~)
- 2003년 - 대한민국의 영화배우 한은진. (1918년~)
- 2005년 - 대한민국의 건축가, 공학자, 교육자, 사업가 이구. (1931년~)
- 2016년 - 대한민국의 가수 손인호. (1926년~)
- 2017년 - 미국의 영화감독 조지 A. 로메로. (1940년~)
- 2019년
  - 대한민국의 정치인 정두언. (1957년~)
  - 미국의 대법관 존 폴 스티븐스. (1920년~)
  - 영국의 가수 자니 클레그. (1953년~)
  - 미국의 윤리학자 대니얼 캘러핸. (1930년~)
- 2020년 - 미국의 영화배우 필리스 소머빌. (1943년~)
- 2021년
  - 대한민국의 정치인 염보현. (1932년~)
  - 미국의 싱어송라이터 비즈 마키. (1964년~)
- 2023년
  - 미국의 해커 케빈 미트닉. (1963년~)
  - 영국의 싱어송라이터, 배우 제인 버킨. (1946년~)
  - 미국의 철학자 해리 프랑크푸르트. (1929년~)
- 2024년
  - 대한민국의 교육인 백광익. (1952년~)
  - 대한민국의 기업인 연만희. (1930년~)
  - 미국의 농구 선수 조 브라이언트. (1954년~)
- 2025년
  - 로스앤젤레스의 음악가 게리 카. (1941년~)
  - 대한민국의 야구인 신재웅. (1972년~)
  - 모로코의 축구인 아메드 파라스. (1946년~)
  - 미국의 음악가 카니 프랜시스. (1937년~)

## 기념일
- 엔지니어의 날: 온두라스

## 같이 보기
- 전날: 7월 15일 다음날: 7월 17일 - 전달: 6월 16일 다음달: 8월 16일
- 음력: 7월 16일
- 모두 보기